# 朱则民
朱则民（1911年6月—2011年10月31日），湖北黄陂人。中华人民共和国政治人物。

## 生平

### 民国时期
1932年加入中国共产党。曾任中共河北省委委员、北方局军委委员、中国民族解放先锋队总队组织部部长。曾被逮捕关入北平监狱，1936年经中共地下党营救出狱。
1937年10月，直南临时特委在梁村成立。11月，中共直南特委在清丰县古城集正式成立，朱则民任书记，刘达风任副书记，王从吾任组织部长，刘汉生任宣传部长。1939年1月，根据中共中央北方局决定，中共鲁西区委员会在馆陶县成立，统一领导鲁西、鲁西北、泰西三个特委，张霖之任书记、赵博任组织部长、朱则民任宣传部长（至8月）。在这期间的4月至8月兼任鲁西军政委员会委员。1939年6月至1942年8月，任八路军山东纵队民运部部长，期间先后兼任中共山东分局秘书长、中共山东分局民运部部长、山东省战时工作推行委员会委员、山东省民众总动员委员会委员。1940年7月至8月，担任山东省各界救国联合总会委员、常委。
1940年秋，日军扫荡结束后，山东纵队派民运部部长朱则民与邵子厚谈判，使其部队接受八路军改编为独立支队，辖三个营，共2000多人。邵子厚任支队长、朱则民任政委，赵子育任副支队长，石潇江任参谋长。1941年皖南事变后，邵子厚于同年4月率部叛逃，但大部分陆续返回，朱则民在基础上新建蒙山支队，由他担任支队长。为抵御同年底的日军扫荡，115师和山东纵队决定建立蒙山警备区，由蒙山支队兼任，袁野烈任司令，朱则民任政委。1942年8月至1943年3月任山东军区政治部民运部部长，此后又担任山东军区武装部部长。1943年9月9日，当选山东省人民武装自卫委员会主任。后升任山东省各界抗日救国会副会长，华东军区武装部部长。

### 共和国时期
中华人民共和国成立后，历任中共华东局农委会主任（华东财政经济委员会合作社工作指导委员会主任），华东合作事业管理局局长。1957年9月，任中国农业科学院副院长、党组副书记。是全国政协第六届、第七届委员。
文化大革命中，因卷入六十一人叛徒集团案，受到迫害。1979年起，任国家农委专职委员等职。2011年10月31日，因病在北京逝世，享年100岁。